# Фелекан, Якоб
Яко́б Фелекан (рум. Iacob Felecan; 1 марта 1914, Mănăștur — 1964) — румынский футболист, играл на позиции защитника. Участник чемпионата мира 1938 года.

## Биография

### Клубная карьера
В течение пяти сезонов играл за «Викторию». В 1940 году стал игроком «Рипенсии», за которую играл один сезон. В 1942 году перешёл в «Крайову», за которую отыграл два сезона и в 1944 году завершил игровую карьеру.

### Карьера в сборной
Был включён в состав сборной Румынии на чемпионат мира 1938 года, где сыграл в переигровке со сборной Кубы — матч завершился победой кубинцев со счётом 1:2. Всего за сборную Румынии сыграл 9 матчей и не отметился забитыми голами.